# Дулова, Мария Андреевна
Мари́я Андре́евна Ду́лова (урождённая Буковская; 1873, Харьков — 1967, Москва, СССР) — русская и советская певица (сопрано), педагог. Княгиня, жена скрипача, князя Георгия Дулова, мать арфистки Веры Дуловой.

## Биография
Окончила Московскую консерваторию, где училась сперва у Эрнста Тальябуэ, затем у Елизаветы Лавровской. В 1890-х гг. участвовала в спектаклях Большого театра, затем пела в Харьковской опере. В 1896—1901 годах солистка Мариинского театра; исполнительница заглавных партий в операх «Снегурочка» Римского-Корсакова и «Гензель и Гретель» Хумпердинка. Участвовала в первом российском исполнении оратории Йозефа Гайдна «Сотворение мира» (20 марта 1898).
В 1901 году переехала в Москву в связи с состоянием здоровья мужа. Выступала в камерных концертах, до 1917 года преподавала.
Похоронена на Ваганьковском кладбище (14 уч.).